# Oriente Medio

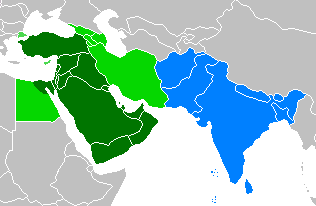
Definición de la RAE para Oriente Medio.
Extensa región transicional que para numerosos geógrafos corresponde al Próximo Oriente y para otros al Medio Oriente (entre África, Asia y Europa).
Oriente Próximo, a veces englobado en la definición de Oriente Medio según ciertas acepciones (coincidiendo con la definición de la región en la mayoría de idiomas); también en uso por muchos organismos internacionales, aunque no por las academias de la lengua española.En cuanto a Chipre y los dos Estados cristianos caucásicos (Armenia y Georgia), en muchas ocasiones (por razones históricas, étnicas y culturales) la mayoría de los geógrafos, historiadores y antropólogos los consideran europeos. En cuanto a la región turca de Tracia Oriental, geográficamente, y durante la mayor parte de su historia, es europea. Por otra parte, Azerbaiyán y Turquía se consideran asiáticos debido a que se encuentran política y cuturalmente orientados en los países túrquicos de Asia Central.

Oriente Medio o Medio Oriente es una expresión utilizada para denominar una región de contornos imprecisos de Asia y a veces también de África. El área abarcada depende del hablante y del idioma que se utilice, pudiendo incluir a Chipre, Azerbaiyán, Jordania, Afganistán, Irán, Irak, Omán, Yemen, Arabia Saudita, Israel, Palestina, Líbano, Armenia, Siria, Turquía, Baréin, Kuwait, Georgia, Qatar y Egipto.
Los gentilicios de los habitantes de esta región son «mediooriental» y «medioriental».

## Concepto y denominaciones
En español no existe consenso sobre su delimitación. Las expresiones Medio Oriente u Oriente Medio se utilizan tanto en la ONU como en los gobiernos hispanoamericanos y son los que utilizaba el Ministerio de Asuntos Exteriores de España para definir a la región situada al sudoeste de Asia. Este concepto es actualmente mayoritario y muy difundido a nivel global, y reúne a países como: Arabia Saudita, Armenia, Azerbaiyán, Baréin, Catar, Emiratos Árabes Unidos, Georgia, Irak, Irán, Israel, Jordania, Kuwait, Líbano, Omán, Palestina, Siria y Yemen, pero también para dos países cercanos: Chipre y Egipto. Todo esto implica que Oriente Medio y Oriente Próximo son virtualmente sinónimos.
Sin embargo, la Real Academia Española (RAE) define a Oriente Medio como una región intermedia entre Oriente Próximo y el Extremo Oriente, reservando este término para países como: Afganistán, Bangladés, Bután, India, Maldivas, Nepal, Pakistán, Sri Lanka y zonas aledañas, es decir, lo que también se conoce como Subcontinente indio, por lo que el término Oriente Próximo es el preferido por la RAE para referirse a los países del sudoeste asiático.
Por otro lado, otras fuentes también diferencian Oriente Medio de Oriente Próximo, aunque con matices un tanto diferentes, como en el caso de los manuales de estilo de El País, El Mundo, ABC, EFE, y la Editorial Océano.
El uso popular de la locución Oriente Medio está muy relacionado con los medios informativos que traducen directamente del inglés: Middle East. Ya durante la Segunda Guerra Mundial, los Aliados incluían, bajo la denominación Middle East, a Egipto y Libia. Actualmente es común que, además de los países mencionados, se incluya también a los que conforman el África del Norte: Argelia, Egipto, Libia, Marruecos, Sudán y Túnez, lo que el gobierno de Bush dio en llamar Great Middle East (el Gran Oriente Medio) y, en otros casos, también a las antiguas repúblicas soviéticas del Cáucaso y del Asia Central que son mayoritariamente islámicas.
Toda esta multiplicidad de criterios al momento de definir lo que es Medio Oriente o no, ha llevado a muchos especialistas a desaconsejar su uso y a preferir otros términos que son mucho más concretos y definidos como lo son Oriente Próximo, Cercano Oriente, Asia Occidental, o regiones específicas como Asia Meridional, Norte de África, Cáucaso, etc.[cita requerida]

## Etimología e historia
La locución «Oriente Medio» tendría origen británico, ya que es una traducción literal del inglés Middle East, originado en los años 1850 probablemente relacionado con la British India Office. Se considera que es una locución eurocéntrica ya que define una región en virtud de su situación con relación a Europa: a una distancia mediana y en dirección a Oriente (entre los cercano y lejano Orientes).
La expresión se hizo ampliamente conocido cuando el estratega naval estadounidense Alfred Thayer Mahan la usó en 1902 para identificar la región entre Arabia y la India británica. Por esa época, el Imperio británico y el Imperio ruso se disputaban la influencia en Asia Central, rivalidad que se conoció como el Gran Juego. Mahan se dio cuenta no solo de la importancia estratégica de la región, sino también de su núcleo, el golfo Pérsico.
Mahan etiquetó el área alrededor del golfo Pérsico como «Oriente Medio» y afirmó que, después del canal de Suez, era el territorio más importante para que Gran Bretaña pudiera controlar el avance ruso hacia la India.
Usó la locución en su artículo "The Persian Gulf and International Relations" («El golfo Pérsico y las relaciones internacionales»), publicado en septiembre de 1902 en el diario británico National Review.

El Oriente Medio, si puedo adoptar un término que nunca he visto, un día necesitará su Malta, su Gibraltar, es decir, su enclave británico en el golfo Pérsico. La fuerza naval tiene la ventaja de la movilidad, lo cual trae consigo el privilegio de las ausencias temporales; pero necesita encontrar en cada escenario de operaciones bases establecidas para reparaciones, provisiones y, en caso de desastre, para seguridad. La Marina Real Británica debería tener la facilidad de concentrar su fuerza, si llega la ocasión, en Aden, India y el golfo Pérsico.

El artículo fue reimpreso en The Times y fue seguido en Octubre por una serie de veinte artículos titulados "The Middle Eastern Question", escritos por Sir Ignatius Valentine Chirol. En ellos, Chirol expandió la definición de «Oriente Medio» para incluir «aquellas regiones de Asia que se extienden hasta los límites de India o se aproximan a ella». Hacia el final de la serie, en 1903, The Times eliminó las comillas al usar el término.
En los años 1930, los británicos establecieron como parte de su ejército el "Comando del Oriente Medio" con base en El Cairo.
Hasta la Segunda Guerra Mundial, era frecuente llamar Oriente Próximo a la costa oriental del mar Mediterráneo y Extremo Oriente a las cercanías de China. En 1946 se funda en Washington DC el "Instituto del Oriente Medio" como un centro cultural para asuntos árabes, turcos, hebreos, persas, afganos y pakistaníes, entre otros, ganando difusión internacional la locución "Oriente Medio".

### Crítica y ambigüedad en el uso
La expresión «Oriente Medio» ha sido criticada por su eurocentrismo, por lo que locuciones como «Asia Occidental» (o sudoccidental) han ido ganando aceptación en muchos trabajos académicos y en otras áreas.
Algunas disciplinas académicas como la arqueología e historia antigua continúan usando la locución «Oriente Próximo» (ver Antiguo Oriente Próximo) pero en la mayoría de temas se impone considerablemente la locución «Oriente Medio». Cuando termina la Primera Guerra Mundial y con la partición del Imperio otomano (el cual estaba comúnmente identificado con la locución «Oriente Próximo»), emerge un nuevo mundo islámico y comienzan a usarse ambas locuciones indistintamente y aparece la ambigüedad entre ellos.
En 1957 el gobierno estadounidense hizo uso oficial del término Middle East extendiéndolo tan lejos como Pakistán por un lado y Libia e incluso Etiopía por el otro; sin embargo, en 1958 el Departamento de Estado redefinió la región equiparándola al sudoeste de Asia más Egipto y reconociendo que los términos Near East y Middle East son intercambiables.
En alemán Naher Osten (Oriente Próximo) está ganando más aceptación que Mittlerer Osten; igualmente en lenguas eslavas como el ruso donde Ближний Восток (Blizhniy Vostok) tiene más aceptación que Средний Восток. En otros idiomas la ambigüedad del español Oriente Medio/Oriente Próximo se repite en francés: Moyen-Orient / Proche-Orient, italiano: Medio Oriente / Vicino Oriente, árabe: الشرق الأوسط Ash-sharq-l-awsat / شرق أدنى, turco: Orta Doğu / Yakın Doğu, persa: خاورمیانه Khāvarmiyāneh / خاور نزدیک, hebreo: המזרח התיכון Mizraj-Ha-Tijon / המזרח הקרוב y al final es constatable ver que en realidad cada idioma tiene una forma para ambas acepciones.

## Historia

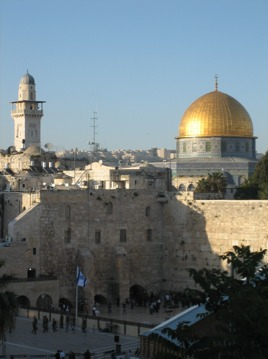
El Muro de las Lamentaciones y la Cúpula de la Roca en Jerusalén

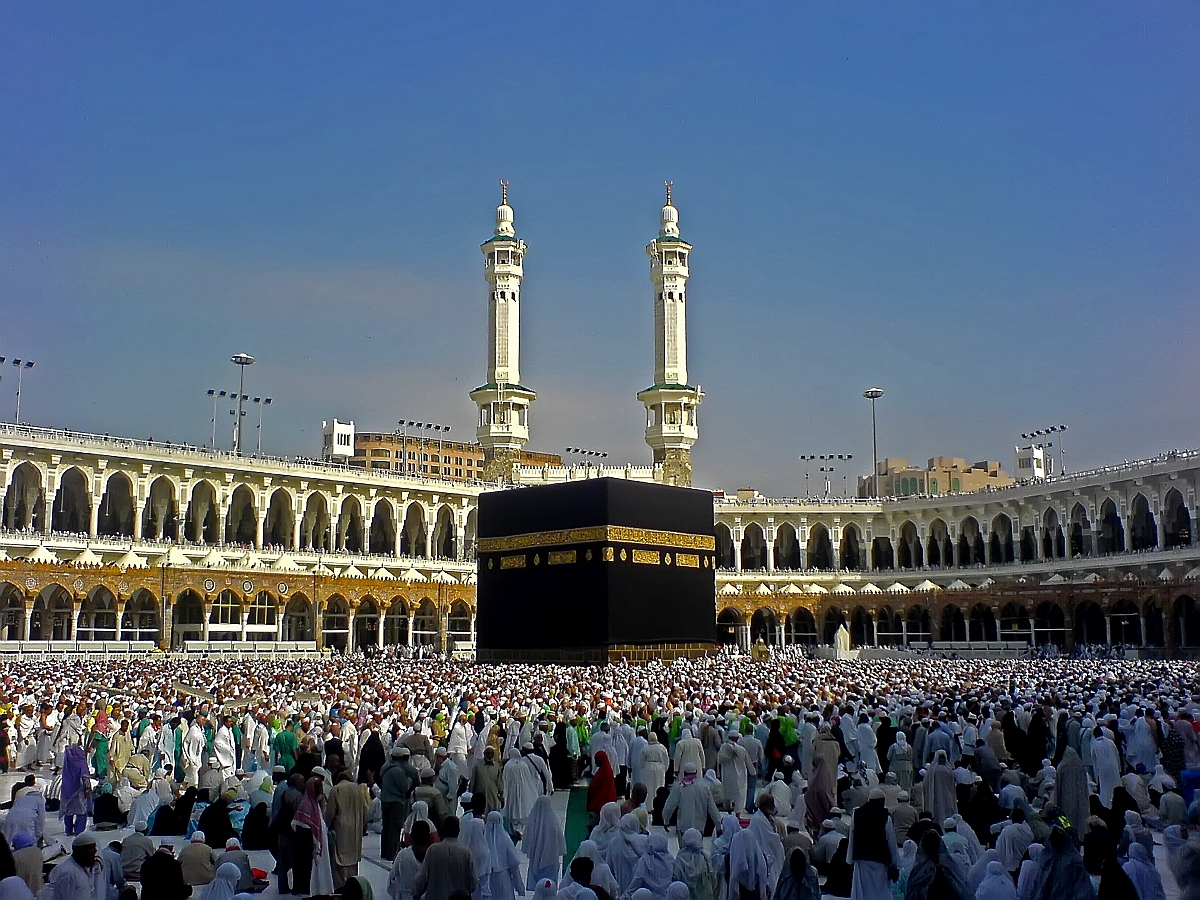
La Kaaba, situada en La Meca (Arabia Saudita)

Oriente Medio se encuentra en la confluencia de Eurasia, África, el mar Mediterráneo y el Océano Índico. Es la cuna y el centro espiritual de religiones como el Cristianismo, el Islam, el judaísmo, el maniqueísmo, Yezidi,  Drusa, yarsan y mandeanismo, y en Irán, el mitraísmo, el zoroastrismo ela bahaísmo. A lo largo de su historia, Oriente Medio ha sido un importante centro de los asuntos mundiales; una zona estratégica, económica, política, cultural y religiosamente sensible. Es una de las regiones del mundo que desarrollaron la agricultura de forma independiente, y desde Oriente Medio se extendió, durante el Neolítico, a diferentes regiones del mundo como Europa, el Valle del Indo y África oriental.
Antes de la formación de las civilizaciones, se formaron culturas avanzadas en todo Oriente Medio durante la Edad de Piedra. La búsqueda de tierras agrícolas por parte de los agricultores y de tierras de pastoreo por parte de los pastores hizo que se produjeran diferentes migraciones dentro de la región y configuró su composición étnica y demográfica.
Oriente Próximo es popularmente conocido como la Cuna de la civilización. Muchas de las civilizaciones más antiguas del mundo como Mesopotamia (Sumer, Akkad, Asiria y Babilonia), el antiguo Egipto y la Kish en el Levante, se originaron en las regiones del Creciente Fértil y del Nilo en el antiguo Oriente Próximo. A éstas les siguieron las civilizaciones hitita, griega, hurria y urariana de Asia Menor; las civilizaciones Elam, Persia y Media de Irán, así como las civilizaciones de Levante (como Ebla, Mari, Nagar, Ugarit, Canaán, Aramea, Mitanni, Fenicia e Israel) y la Península Arábiga (Magan,  Saba, Ubar). El Cercano Oriente se unificó primero en gran medida bajo el Imperio neoasirio y luego por el Imperio aqueménida, seguido más tarde por el Imperio macedonio y después de éste en cierto grado por los Imperios iraníes (a saber, el Parto y el Imperio Sasánida), el Imperio romano y el Imperio bizantino. La región sirvió como centro intelectual y económico del Imperio Romano y jugó un papel excepcionalmente importante debido a su periferia en el Imperio Sasánida. Así, Roma llego a estacionar hasta cinco o seis de sus legiones en la región con el único fin de defenderla de las incursiones e invasiones sasánidas y beduinas.
A partir del siglo IV de nuestra era, Oriente Medio se convirtió en el centro de las dos principales potencias de la época, el Imperio bizantino y el Imperio sasánida. Sin embargo, sería el posterior Califato islámico de la Edad Media, o Edad de Oro del islam que comenzó con la conquista islámica de la región en el siglo VII d.C., el que unificaría por primera vez todo Oriente Medio como una región distinta y crearía la identidad cultural islámica dominante que persiste en gran medida (aunque no exclusivamente) en la actualidad. Los cuatro califatos que dominaron Oriente Medio durante más de 600 años fueron el Califato Rashidun, el Califato Omeya, el Califato Abasí y el Califato Fatimí. Además, los mongoles llegarían a dominar la región, el Reino de Armenia incorporaría partes de la región a sus dominios, el Seljuks gobernaría la región y difundiría la cultura turco-persa, y los francos fundarían los estados cruzados que se mantendrían durante aproximadamente dos siglos. Josiah Russell estima que la población de lo que él llama "territorio islámico" era de aproximadamente 12,5 millones en el año 1000 - Anatolia 8 millones, Siria 2 millones, y Egipto 1.5 millones.
A partir del siglo XVI, Oriente Medio pasó a estar dominado, de nuevo, por dos potencias principales: el Imperio Otomano y la dinastía safávida.
El Oriente Próximo moderno comenzó tras la Primera Guerra Mundial, cuando el Imperio Otomano, aliado de las Potencias Centrales, fue derrotado por el Imperio Británico y sus aliados y se dividió en una serie de naciones separadas, inicialmente bajo mandatos británicos y franceses. Otros acontecimientos definitorios de esta transformación fueron la creación de Israel en 1948 y la eventual salida de las potencias europeas, especialmente Gran Bretaña y Francia a finales de la década de 1960. A partir de la década de 1970, fueron suplantadas en parte por la creciente influencia de Estados Unidos.
En el siglo XX, las importantes reservas de petróleo crudo de la región le dieron una nueva importancia estratégica y económica. La producción masiva de petróleo comenzó en torno a 1945, y Arabia Saudí, Irán, Kuwait, Irak y los Emiratos Árabes Unidos disponían de grandes cantidades de petróleo. Las reservas de petróleo estimadas, especialmente en Arabia Saudí e Irán, son unas de las más altas del mundo, y el cártel petrolero internacional OPEP está dominado por países de Oriente Medio.
Durante la Guerra Fría, Oriente Medio fue un escenario de lucha ideológica entre las dos superpotencias y sus aliados: OTAN y Estados Unidos por un lado, y la Unión Soviética y el Pacto de Varsovia por el otro, ya que competían por influir en los aliados regionales. Además de las razones políticas, también existía el "conflicto ideológico" entre los dos sistemas. Además, como argumenta Louise Fawcett, entre muchas áreas importantes de contención, o quizás más exactamente de ansiedad, estaban, en primer lugar, los deseos de las superpotencias de obtener una ventaja estratégica en la región, en segundo lugar, el hecho de que la región contenía unos dos tercios de las reservas de petróleo del mundo en un contexto en el que el petróleo era cada vez más vital para la economía del mundo occidental [...] En este marco contextual, Estados Unidos trató de apartar al mundo árabe de la influencia soviética. A lo largo de los siglos XX y XXI, la región ha experimentado tanto periodos de relativa paz y tolerancia como periodos de conflicto, especialmente entre suníes y chiíes.

### Migración
"La migración siempre ha supuesto un importante desahogo para las presiones del mercado laboral en Oriente Medio. Durante el período comprendido entre los años 70 y 90, los Estados árabes del Golfo Pérsico, en particular, constituyeron una rica fuente de empleo para los trabajadores de Egipto, Yemen y los países del Levante, mientras que Europa atrajo a jóvenes trabajadores de los países del Norte de África debido tanto a la proximidad como al legado de los lazos coloniales entre Francia y la mayoría de los Estados del Norte de África. Según la Organización Internacional para las Migraciones, hay 13  millones de migrantes de primera generación de naciones árabes en el mundo, de los cuales 5,8 millones residen en otros países árabes. Los expatriados de los países árabes contribuyen a la circulación del capital financiero y humano en la región y, por lo tanto, promueven significativamente el desarrollo regional. En 2009, los países árabes recibieron un total de 35.100 millones de dólares estadounidenses en flujos de entrada de remesas y las remesas enviadas a Jordania, Egipto y Líbano desde otros países árabes son entre un 40% y un 190% superiores a los ingresos comerciales entre estos y otros países árabes. En Somalia, la Guerra Civil Somalí ha aumentado en gran medida el tamaño de la diáspora somalí, ya que muchos de los somalíes mejor formados se marcharon a países de Oriente Medio, así como a Europa y Norteamérica.
Los países no árabes de Oriente Medio, como Turquía, Israel e Irán, también son objeto de una importante dinámica migratoria.
Una buena proporción de los que emigran de las naciones árabes son de minorías étnicas y religiosas que se enfrentan a la persecución racial y/o religiosa y no son necesariamente árabes, iraníes o turcos étnicos.[cita requerida] Un gran número de kurdos, judíos, asirios, griegos y armenios, así como muchos mandeos han abandonado naciones como Irak, Irán, Siria y Turquía por estos motivos durante el último siglo. En Irán, muchas minorías religiosas como los cristianos, la Baháʼís y los zoroastrianos se han marchado desde la Revolución Islámica de 1979.[cita requerida]

## Demografía

### Grupos étnicos
Los árabes constituyen el grupo étnico más numeroso de Oriente Próximo, seguidos por varios pueblos iraníes y luego por pueblos túrquicos (turcos, azeríes y turcomanos iraquíes). Entre los grupos étnicos autóctonos de la región se encuentran, además de los árabes, los arameos, los asirios, los baluchi, los bereberes, los coptos, los drusos, griegos chipriotas, judíos (mizrajíes), kurdos, lures, mandeos, persas, samaritanos, chabacs, tats y zazas. Los grupos étnicos europeos que forman una diáspora en la región son los albaneses, los bosnios, los circasianos (incluidos los cabardianos), tártaros de Crimea, griegos, judíos asquenazíes, franco-levantinos, levantinos italianos, y turcomanos iraquíes. Entre otras poblaciones migrantes se encuentran los chinos, los filipinos en Arabia Saudí, los indios en Arabia Saudí, los indonesios en Arabia Saudí, los pakistaníes, los pastunes, los romaníes y los afroárabe.

### Religiones

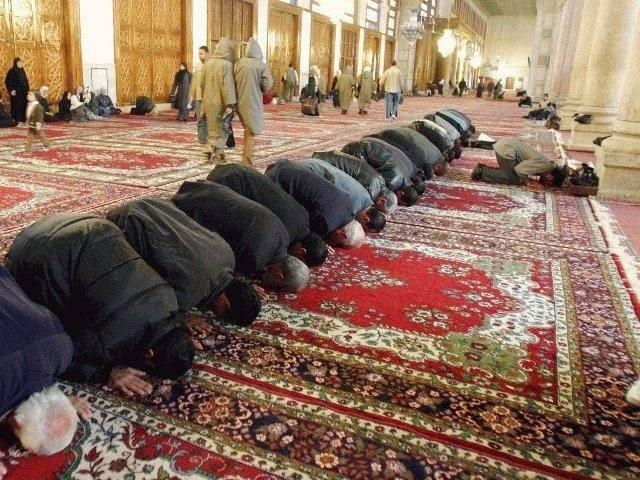
El islam es la mayor religión de Oriente Medio. Aquí, hombres musulmanes se prostran durante la oración en una mezquita

Oriente Medio es muy diverso en cuanto a religiones, muchas de las cuales se originaron allí. El Islam es la mayor religión de Oriente Próximo, pero también están bien representadas otras confesiones originarias, como el judaísmo y el cristianismo. Los cristianos representan el 40,5% del Líbano, donde el Presidente libanés, la mitad del gabinete y la mitad del parlamento siguen uno de los diversos ritos cristianos libaneses. También existen importantes religiones minoritarias como el bahaísmo, el yaresanismo, el yazidismo, el zoroastrismo, el mandeísmo, el druso y el chabaquíes, y en la Antigüedad la región albergó la religiones mesopotámicas, la religiones cananeas, el maniqueísmo, el mitraísmo y varias sectas monoteístas  gnósticas.

### Idiomas
Los seis idiomas más importantes, en términos de número de hablantes, son árabe, persa, turco, kurdo o curdo, hebreo y griego. El árabe y el hebreo representan la familia de lenguas afroasiáticas. El persa, el kurdo y el griego pertenecen a la familia lingüística Indoeuropeo. El turco pertenece a la familia lingüística túrquica. En Oriente Medio también se hablan unas 20 lenguas minoritarias.
La árabe, con todos sus dialectos, es la lengua más hablada en Oriente Medio; el árabe literario es oficial en todos los países del norte de África y en la mayoría de los de Asia occidental. También se hablan dialectos árabes en algunas zonas adyacentes de los países vecinos no árabes de Oriente Próximo. Pertenece a la rama semítica de las lenguas afroasiáticas. Varias lenguas sudarábigas modernas como la mehri y la soqotri también se hablan en Yemen y Omán. Otra lengua semítica como el Arameo y sus dialectos son hablados principalmente por el asirio y los mandeos. También existe una comunidad de hablantes de oasis bereberes en Egipto, donde la lengua también se conoce como Siwa. Es una lengua afroasiática no semítica.
El persa es la segunda lengua más hablada. Se habla principalmente en Irán y en algunas zonas fronterizas de sus países vecinos. Pertenece a la rama indoiranias de la familia de las lenguas indoeuropeas. Otras lenguas iraníes occidentales que se hablan en la región son la achomi, la daylami, los dialectos curdos, la semnani, la luri, entre muchas otras.
La tercera lengua más hablada, la turca, se limita en gran medida a Turquía, que es también uno de los países más grandes y poblados de la región, pero está presente en zonas de los países vecinos. Pertenece a las lenguas turcas, que tienen su origen en Asia Central. Otra lengua túrquica, el azerbaiyano, es hablada por los azerbaiyanos en Irán.
El hebreo es uno de los dos idiomas oficiales de Israel, el otro es el árabe. Más del 80 % de la población israelí habla y utiliza el hebreo, y el 20 % restante, el árabe.
El griego moderno es uno de los dos idiomas oficiales de Chipre y el idioma principal del país. Existen pequeñas comunidades de hablantes de griego en todo Oriente Medio; hasta el siglo XX también se hablaba mucho en Asia Menor (siendo la segunda lengua más hablada allí, después del turco) y en Egipto. Durante la antigüedad, el griego antiguo era la lingua franca de muchas zonas de Oriente Medio occidental y hasta la expansión musulmana también se hablaba mucho allí. Hasta finales del siglo XI, también fue la principal lengua hablada en Asia Menor; después fue sustituida gradualmente por la lengua turca a medida que los turcos de Anatolia se expandían y los griegos locales eran asimilados, especialmente en el interior.
El inglés es uno de los idiomas oficiales de Akrotiri y Dhekelia.«Europa :: Dhekelia - The World Factbook - Central Intelligence Agency». www.cia. gov. Archivado desde el original el 18 de enero de 2021. Consultado el 11 de julio de 2021.</ref> También es comúnmente enseñado y utilizado como segunda lengua, especialmente entre la clase media y clase alta, en países como Egipto, Jordania, Irán, Kurdistán, Irak, Qatar, Baréin, Emiratos Árabes Unidos y Kuwait. También es una lengua principal en algunos Emiratos de los Emiratos Árabes Unidos. Además, los inmigrantes judíos procedentes de países anglófonos (Reino Unido, Estados Unidos y Australia) lo hablan como lengua materna en Israel y se entiende ampliamente como segunda lengua allí.
El Francés se enseña y se utiliza en muchas instalaciones gubernamentales y medios de comunicación en Líbano, y se enseña en algunas escuelas primarias y secundarias de Egipto y Siria. El maltés, una lengua semítica hablada principalmente en Europa, también es utilizado por la diáspora franco-maltesa en Egipto. Además, debido a la amplia inmigración de judíos franceses a Israel, es la lengua materna de aproximadamente 200.000 judíos de Israel.
También hay hablantes de Armenio en la región. La diáspora georgiana habla la lengua georgiana.
El Ruso lo habla una gran parte de la población israelí, debido a la emigración de finales de la década de 1990. El ruso es hoy una lengua popular no oficial en uso en Israel; las noticias, la radio y los carteles de señalización pueden encontrarse en ruso en todo el país después del hebreo y el árabe. El Circasiano también es hablado por la diáspora de la región y por casi todos los circasianos de Israel, que también hablan hebreo e inglés.
La mayor comunidad de hablantes de rumano en Oriente Medio se encuentra en Israel, donde desde 1995, el rumano es hablado por el 5 % de la población.
El bengalí, el hindi y el urdu son lenguas muy habladas por las comunidades de inmigrantes en muchos países de Oriente Medio, como Arabia Saudita (donde el 20-25 % de la población es sudasiática), los Emiratos Árabes Unidos (donde el 50-55% de la población es sudasiática) y Qatar, que cuentan con un gran número de inmigrantes de Pakistán, Bangladesh e India.

## Economía
Las economías de Oriente Medio van desde países muy pobres (como Palestina y Yemen) hasta naciones extremadamente ricas (como Qatar y Emiratos Árabes Unidos). En general, a partir del 2007, según el World Factbook publicado por la CIA, todas las naciones de Oriente Medio mantienen una tasa de crecimiento positiva.
De acuerdo con los Indicadores de Desarrollo del Banco Mundial en su base de datos publicada el 1 de julio de 2009, las tres mayores economías del Oriente Medio en 2008 fueron Turquía (794228 $), Arabia Saudita (467.601 $) e Irán (385.143 mil $) en términos de PIB nominal. En cuanto al PIB nominal per cápita, los países con la clasificación más alta son Qatar (93.204 dólares), los Emiratos Árabes Unidos (55.028 dólares), Kuwait (45.920 dólares) y Chipre (32.745 dólares). Turquía (1.028.897 $), Irán ($ 839.438) y Arabia Saudita (589.531 $) tenían las economías más grandes en términos de PIB-PPA. En lo que respecta al ingreso per cápita (PPA), los países de mayor rango son Qatar (86.008 $), Kuwait (39.915 $), los Emiratos Árabes Unidos (38.894 $), Baréin (34.662 $) y Chipre (29.853 $). El país con la clasificación más baja en el Oriente Medio, en términos de ingreso per cápita (PPA), es la Autoridad Palestina autónoma de Gaza y Cisjordania (1.100 $).
La estructura económica de las naciones del Oriente Medio es diferente en el sentido de que, si bien algunas naciones dependen en gran medida de la exportación de solo petróleo y productos relacionados con el petróleo (como Arabia Saudita, los Emiratos Árabes Unidos y Kuwait), otras tienen una base económica muy diversa (como como Chipre, Israel, Turquía y Egipto). Las industrias de la región del Oriente Medio incluyen petróleo y productos relacionados con el petróleo, agricultura, algodón, ganado, lácteos, textiles, productos de cuero, instrumentos quirúrgicos, equipo de defensa (armas, municiones, tanques, submarinos, aviones de combate, vehículos aéreos no tripulados y misiles). La banca también es un sector importante de las economías, especialmente en el caso de los Emiratos Árabes Unidos y Baréin.
Con la excepción de Chipre, Turquía, Egipto, Líbano e Israel, el turismo ha sido un área relativamente subdesarrollada de la economía, en parte debido a la naturaleza socialmente conservadora de la región, así como a la agitación política en ciertas regiones del Oriente Medio. En los últimos años, sin embargo, países como los Emiratos Árabes Unidos, Baréin y Jordania han comenzado a atraer un mayor número de turistas debido a la mejora de las instalaciones turísticas y la relajación de las políticas restrictivas relacionadas con el turismo.
El desempleo es notablemente alto en la región de Oriente Medio y África del Norte, especialmente entre los jóvenes de 15 a 29 años, un grupo demográfico que representa el 30 % de la población total de la región. La tasa de desempleo regional total en 2005, según la Organización Internacional del Trabajo, fue del 13,2 %, y entre los jóvenes llega al 25 %, hasta el 37 % en Marruecos y el 73 % en Siria.